# Каширка (приток Оки)
Каширка — река в Московской области, левый приток реки Оки.
Длина реки — 68 км, площадь водосборного бассейна — 556 км², по другим данным длина — 72 км, средний уклон — 0,983 м/км. Практически всё русло Каширки находится в Ступинском районе, но исток находится в городском округе Домодедово.
Берёт начало в лесу у деревни Ступино, затем течёт в юго-восточном направлении до места впадения в Оку около посёлка Городище и села Старая Кашира. Устье реки находится на 81 км выше Коломны, высота уровня воды в месте впадения — 104 м. Каширка течёт в узкой извилистой долине с высокими лесистыми берегами. В среднем течении берега преимущественно известняковые, в нижнем при выходе в пойму Оки — песчаные.
Правые притоки — Березёнка, Ситня; левые — Дубровка, Крапивня, Матюковка, Бунчиха (Песошня), Хочёмка.